# (909) Ulla
(909) Ulla ist ein Asteroid des Hauptgürtels, der am 7. Februar 1919 vom deutschen Astronomen Karl Wilhelm Reinmuth in Heidelberg entdeckt wurde.
Der Asteroid wurde nach der Tochter eines Freundes des Entdeckers benannt.